# برونیاتورو
برونیاتورو (به ایتالیایی: Brognaturo) یک کومونه در ایتالیا است که در استان ویبو والنتیا واقع شده‌است.

## خصوصیات
برونیاتورو ۲۴٫۵ کیلومترمربع مساحت و ۷۱۲ نفر جمعیت دارد و ۷۶۰ متر بالاتر از سطح دریا واقع شده‌است.